# 小錦八十吉 (1887年生)
小錦 八十吉（こにしき やそきち、1887年（明治20年）10月15日 - 1943年（昭和17年）3月3日）は、山形県西村山郡三泉村（現：山形県寒河江市）出身で二十山部屋に所属した大相撲力士。本名は後藤 鶴松（ごとう つるまつ）。最高位は小結。

## 来歴
1887年10月15日に山形県西村山郡三泉村（現：山形県寒河江市）で生まれる。上京して二十山部屋へ入門後、1901年5月場所で初土俵を踏んだ。四股名は出身地に因んで「山泉」と名乗った。当初は苦戦して出世まで時間が掛かったが、両國國技館（初代）のこけら落としとなった1909年6月場所で新入幕を果たし、この場所で7勝2敗1預の好成績を収めると、1910年1月場所では梅ヶ谷藤太郎（2代）を破って金星を獲得するなど、上位に通用するまでに力を付けた。
1912年1月場所では小結に昇進すると同時に「小錦 八十吉（2代）」を襲名するが、1916年に師匠・二十山の死去によって二枚鑑札によって年寄・二十山（二十山 弥太夫）を襲名し、部屋を継承した。継承後も土俵を務めるが部屋経営との「二足の草鞋」では身体への負担が大きく、同年1月場所で十両陥落、さらに1917年1月場所で幕下へ陥落したため、現役を引退して年寄専務となった。
現役引退後は千葉ヶ嵜俊治・清水川元吉を大関へ、若葉山鐘を関脇まで育成するなど多くの幕内力士を輩出すると共に、勝負検査役や日本相撲協会理事を務めるなど、協会の役職を歴任した。1943年3月3日に急性肺炎のため死去、55歳没。二十山の死によって、弟子は全員が双葉山相撲道場へ移籍した。

## 主な成績
- 通算幕内成績：50勝59敗3分5預13休　勝率.459
- 幕内在位：13場所
- 金星：1個（梅ヶ谷藤太郎（2代））

### 場所別成績
| 1901年 （明治34年） | x                                | （前相撲）                   |
| 1902年 （明治35年） | （前相撲）                       | 東序ノ口5枚目 –              |
| 1903年 （明治36年） | 東序二段67枚目 –                 | 西序二段26枚目 –             |
| 1904年 （明治37年） | 西三段目70枚目 –                 | 東三段目32枚目 –             |
| 1905年 （明治38年） | 東三段目8枚目 –                  | 西幕下25枚目 –               |
| 1906年 （明治39年） | 西幕下27枚目 –                   | 東幕下20枚目 –               |
| 1907年 （明治40年） | 東幕下15枚目 –                   | 西幕下8枚目 1–0 （対十両戦） |
| 1908年 （明治41年） | 西幕下2枚目 2–1 1分 （対十両戦） | 西十両5枚目 5–1              |
| 1909年 （明治42年） | 東十両筆頭 5–3 1預               | 東前頭13枚目 7–2 1預         |
| 1910年 （明治43年） | 東前頭5枚目 3–5 1分1預 ★         | 東前頭11枚目 5–4–1           |
| 1911年 （明治44年） | 東前頭9枚目 6–2–1 1預            | 東前頭2枚目 5–2–1 2分        |
| 1912年 （明治45年） | 西小結 3–7                       | 東前頭6枚目 3–5–1 1預        |
| 1913年 （大正2年） | 東前頭13枚目 2–5–3               | 西前頭16枚目 5–5             |
| 1914年 （大正3年） | 西前頭7枚目 3–6 1預              | 東前頭13枚目 3–2–5           |
| 1915年 （大正4年） | 東前頭11枚目 4–6                 | 西前頭12枚目 1–8–1           |
| 1916年 （大正5年） | 東十両2枚目 0–7                  | 東十両13枚目 2–3             |
| 1917年 （大正6年） | 西幕下6枚目 引退 0–0–0           | x                            |
| 各欄の数字は、「勝ち-負け-休場」を示す。 優勝 引退 休場 十両 幕下 三賞：敢=敢闘賞、殊=殊勲賞、技=技能賞 その他：★=金星 番付階級：幕内 - 十両 - 幕下 - 三段目 - 序二段 - 序ノ口 幕内序列：横綱 - 大関 - 関脇 - 小結 - 前頭（「#数字」は各位内の序列） |                                  |                              |

- 幕下以下の地位は小島貞二コレクションの番付実物画像による。また当時の幕下以下の星取や勝敗数等の記録については2024年現在相撲レファレンス等のデータベースに登録がないため、幕下の勝敗数等において、暫定的に対十両戦の分のみを示している箇所あり。

## 改名歴
- 山泉 鶴松（やまいずみ つるまつ）：1901年5月場所 - 1911年6月場所
- 小錦 八十吉（2代）（こにしき やそきち）：1912年1月場所 - 1916年1月場所
- 二十山 弥太夫（はたちやま よだゆう）：1916年5月場所 - 1917年1月場所（引退）

## 親族
- 長男・後藤譽之助（エコノミスト、経済企画庁官僚。1956年版経済白書を執筆。同書で「もはや戦後ではない」と記述）